# 南木城站
南木城站（日语：／ Minami Woody Town eki */?）是一個位於日本兵庫縣三田市槐台五丁目，屬於神戶電鐵的鐵路車站。車站編號為KB32。海拔198公尺。

## 車站構造
島式月台1面2線的地面車站。

### 月台配置
| 月台 | 路線       | 方向 | 目的地               |
| ---- | ---------- | ---- | -------------------- |
| 1    | 公園都市線 | 上行 | 木城中央方向         |
| 2    | 公園都市線 | 下行 | 花城、橫山、三田方向 |

## 相鄰車站
神戶電鐵
 公園都市線
花城（KB31）－南木城（KB32）－木城中央（KB33）

## 外部連結
- 南木城 - 神戶電鐵